# Uriel Antuna
Carlos Uriel Antuna Romero, conhecido somente como Uriel Antuna (Gómez Palacio, 21 de agosto de 1997), é um futebolista mexicano que atua como meio-campo. Atualmente, joga pelo Tigres UANL.

## Títulos
Seleção Mexicana
- Copa Ouro da CONCACAF: 2019, 2023